# Louis de Brézé (évêque)
Pour les articles homonymes, voir Maison de Brézé et Brézé (homonymie).
Louis de Brézé (mort à Paris le 15 septembre 1589), ecclésiastique, évêque de Meaux de 1533 à 1564 puis de 1570 à 1589.

## Biographie
Louis de Brézé est le fils de Gaston de Brézé, petit-fils maternel de Charles VII, Grand sénéchal de Normandie et de Marie de Cerisay. Son père Gaston est lui-même le fils cadet de Jacques de Brézé et le frère de Louis de Brézé dont l'épouse Diane de Poitiers est devenue la maitresse du roi Henri II de France. Du fait de ses relations étroites de ses proches avec la famille royale, il obtient l'évêché de Meaux le 13 septembre 1533. En 1556, il fait éditer un nouveau missel et grâce à l'influence de Diane de Poitiers, il est nommé Grand aumônier de France et commendataire de l'abbaye d'Igny au diocèse de Reims. L'année suivante, il est pourvu de l'abbaye Saint-Faron de Meaux. Aux obsèques du roi Henri II en 1559, il co-célèbre la cérémonie avec l'évêque de Paris.
Dès 1560 les troubles commencent à Meaux et les réformés pillent et occupent les églises sauf la cathédrale. L'année suivante leurs chefs le Henri Ier de Bourbon-Condé, l'Amiral de Coligny et François de Coligny d'Andelot célèbrent la Cène aux portes de la ville. En 1562, la cathédrale est à son tour pillée ainsi que l'abbaye Saint-Faron les chanoines se réfugient à Crépy ou à Damartin. Louis de Brézé qui assistaient aux cessions du Concile de Trente revient dans sa cité où le pouvoir royal a été rétabli mais en 1564, il conclut un contrat de permutation de siège épiscopaux avec Jean du Tillet l'évêque de Saint-Brieuc. Il résigne en sa faveur son évêché de Meaux mais il ne prend pas possession du siège breton.
En 1569, il entre procès avec son successeur Jean du Tillet sur les conditions de leur contrat de permutation qui n'a pas été validé par le Saint-Siège. Jean du Tillet meurt pendant la procédure en décembre de l'année suivante. Son neveu Jacques du Tillet conseiller au Parlement, qu'il tente d'imposer comme successeur n'est pas confirmé par la Vatican et Louis de Brézé, évêque sans siège, qui avait été nommé trésorier de la Sainte-Chapelle de Paris en 1570 est rétabli comme évêque de Meaux le 3 avril 1571.
L'année suivante en 1572 après le massacre de la Saint-Barthélemy à Paris, les catholiques de Meaux se vengent des dévastations antérieures sur les réformés de la ville. Louis de Brézé réside très peu dans sa cité et pendant son long épiscopat, il fait cependant édifier pendant la première partie, l'aile dite de Brézé du palais épiscopal de Meaux. Il meurt à Paris le 15 septembre 1589. Son corps est rapporté à Meaux et il est inhumé à l'entrée du chœur de la cathédrale. L'évêché de Meaux reste ensuite pendant plus de 10 ans sans titulaire reconnu.